# Накашима, Брэндон
Брэндон Накашима (англ. Brandon Nakashima; род. 3 августа 2001, Сан-Диего, Калифорния) — американский теннисист. Победитель двух турниров ATP (из них один в одиночном разряде); победитель молодёжного турнира до 21 года Next Generation ATP Finals (2022).

## Биография
Родился 3 августа 2001 года в Сан-Диего, в штате Калифорния, в США; и имеет японское и вьетнамское происхождение.

## Спортивная карьера

### 2018
В июле 2018 года, в парном разряде среди юношей вместе с соотечественником Тайлером Зинком дошёл до четвертьфинала Уимблдонского турнира, где проиграл Николасу Мехию и Ондрею Штылеру, — которые в итоге стали финалистом этого турнира.

### 2022
В конце мая 2022 года, в одиночном разряде он дошёл до третьего круга Открытого чемпионата Франции, где проиграл опытному немцу Александру Звереву.
В начале июля, в одиночном разряде он дошёл до четвертого круга Уимблдонского турнира, где проиграл австралийцу Нику Кирьосу, — который в итоге стал финалистом этого турнира.
В начале сентября, в одиночном разряде он дошёл до третьего круга Открытого чемпионата США, где проиграл итальянцу Яннику Синнеру.
В конце сентября, в Сан-Диего (США) стал победителем ATP 250 San Diego Open, в финале победив соотечественника Маркоса Гирона со счётом: 6-4, 6-4.
В середине ноября 2022 года, в Милане (Италия) выиграл финальный турнир Next Generation ATP Finals 2022 года, в финале победив чеха Иржи Легечка со счётом: 4-3(5), 4-3(6), 4-2.

### 2024
В начале апреля 2024 года на турнире ATP 250 в Хьюстоне (США) дошёл до четвертьфинала, где проиграл соотечественнику Бену Шелтону, который в итоге стал победителем этого турнира, со счётом 5-7, 6-7.
На Открытом чемпионате США в первом круге обыграл 15-го сеянного Хольгера Руне со счётом 6-2, 6-1, 6-4. В третьем круге обыграл 18-го сеянного Лоренцо Музетти в 4 сетах. В четвёртом раунде проиграл 4-й ракетке мира Александру Звереву со счётом 6-3, 1-6, 2-6, 2-6. По итогам турнира поднялся на высшее в карьере 40-е место в рейтинге.

## Рейтинг на конец года
| Год  | Одиночный рейтинг | Парный рейтинг |
| 2024 | 38                | 387            |
| 2023 | 134               | 465            |
| 2022 | 47                | 356            |
| 2021 | 68                | 405            |
| 2020 | 166               | 1274           |
| 2019 | 367               | —              |
| 2018 | 527               | —              |

## Выступления на турнирах

### Финалы турнировATPв одиночном разряде (3)

#### Победа (1)
| Легенда                     |
| --------------------------- |
| Турниры Большого шлема (0)* |
| Итоговый турнир ATP (0)     |
| Мастерс (0)                 |
| АТР 500 (0)                 |
| АТР 250 (1+1)               |

| Титулы по покрытиям | Титулы по месту проведения матчей турнира |
| ------------------- | ----------------------------------------- |
| Хард (1+1)*         | Зал (0)                                   |
| Грунт (0)           | Зал (0)                                   |
| Трава (0)           | Открытый воздух (1+1)                     |
| Ковёр (0)           | Открытый воздух (1+1)                     |

* количество побед в одиночном разряде + количество побед в парном разряде.
| №  | Дата             | Турнир         | Покрытие | Соперник в финале | Счёт    |
| 1. | 25 сентября 2022 | Сан-Диего, США | Хард     | Маркос Гирон      | 6-4 6-4 |

#### Поражения (2)
| №  | Дата           | Турнир                  | Покрытие | Соперник в финале | Счёт       |
| 1. | 24 июля 2021   | Кабо-Сан-Лукас, Мексика | Хард     | Кэмерон Норри     | 2-6 2-6    |
| 2. | 1 августа 2021 | Атланта, США            | Хард     | Джон Изнер        | 6-7(8) 5-7 |

### Финалы турниров ATP в парном разряде (1)

#### Победа (1)
| №  | Дата            | Турнир          | Покрытие | Партнёр           | Соперники в финале          | Счёт              |
| 1. | 16 февраля 2025 | Делрей-Бич, США | Хард     | Миомир Кецманович | Эван Кинг Кристиан Харрисон | 7-6(3) 1-6 [10-3] |